# Марк Макриний Авит Катоний Виндекс
Марк Макриний Авит Катоний Виндекс (на латински: Marcus Macrinius Avitus Catonius Vindex) е политик и сенатор на Римската империя през 2 век.
Около 175 – 176 той е управител на провинция Долна Мизия.